# Divald Kornél
Divald Kornél (álneve: Tarczai György) (Eperjes, 1872. május 21. – Budapest, 1931. március 24.) művészettörténész, muzeológus, műemlék-topográfus; író, műkritikus, fotográfus, az MTA levelező tagja.

## Életútja
Divald Kornél már kisdiák korában megszerette az utazást, kirándulást, és megismerte a fotózás minden csínját-bínját édesapja  mellett, akit gyakran kísért a Tátrába, természet-fotografálásra. Korai diákéveiben a Felvidék más-más városaiban tanult, középiskolába az Eperjesi Királyi Katolikus Főgimnáziumba járt, ahol tanulmányait végig jeles eredménnyel végezte.
Eredetileg orvosnak készült. 1890-ben iratkozott be a budapesti egyetem orvosi karára. 1891 szeptemberében Rómában tett utazása során fordult érdeklődése véglegesen a művészettörténet felé. Ebben a tanévben átiratkozott a bölcsészettudományi karra, ahol a művészettörténet mellett magyar irodalmat és esztétikát tanult. Szerepet játszott a gyors döntésben, hogy ebben az időben már elkezdődött nála az a családjában örökletes hallóideg sorvadással járó betegség, amely néhány év alatt hallásának szinte teljes elvesztéséhez vezetett. Bölcsészeti tanulmányait nem tudta befejezni a betegség miatt. Klasszikus egyetemi végzettséget nem szerezhetett, tudását autodidakta módon gyarapította tovább.
Műkritikusként vált ismertté. Olyan szaklapoknak dolgozott, mint  a Magyar Szemle, a Magyar Iparművészet, a Magyar Mérnök vagy az Építész Egylet Közlönye. A budapesti Magyar Nemzeti Múzeum munkatársa volt. Az egykori Felvidék régiségeit, szobrait, ötvösműveit, textíliáit, az iparművészet népi, polgári és egyházi kincseit mentette meg, szállította múzeumokba, gyűjteményekbe és dokumentálta fotográfiákon is. Az önmagát tréfásan „műtörténeti detektívnek” aposztrofáló Divald Kornél az utókor emlékezetében a Szentek fuvarosaként él tovább.
1911-ben lett a Magyar Tudományos Akadémia levelező tagja.
Művészettörténeti munkáit Divald Kornél, míg szépirodalmi kiadványokat, elbeszéléseit, novelláit – gyermekkorának kedves patakpartjára utalva – Tarczai György írói álnéven adta közre.

## Családja
Édesapja, Divald Károly gyógyszerészetet tanult Bécsben, majd a svájci kezdeti évek után Eperjesre hazatérve feleségül vette Steinhübel György lőcsei könyvkötő leányát, Steinhübel Borbálát, majd Borbála halála után annak nővérét Rózát. Bártfai gyógyszertárát eladva Selmecbányán nyitott fényképészeti műtermet, Eperjesen pedig az első magyar fototípia intézetet állította fel.
Második házasságból született Kornél és két húga, Emília és Mária.
1907-ben vette feleségül Dobránszky Ilonát, Dobránszky György eperjesi földbirtokos leányát. Házasságukból két fiú született, a vasúti mérnök György és az orvosi hivatást választó ifj. Divald Kornél.

## Kutatási területe
Főként a Felvidék és Buda történetével, művelődéstörténetével foglalkozott.

## Ismert műveinek listája

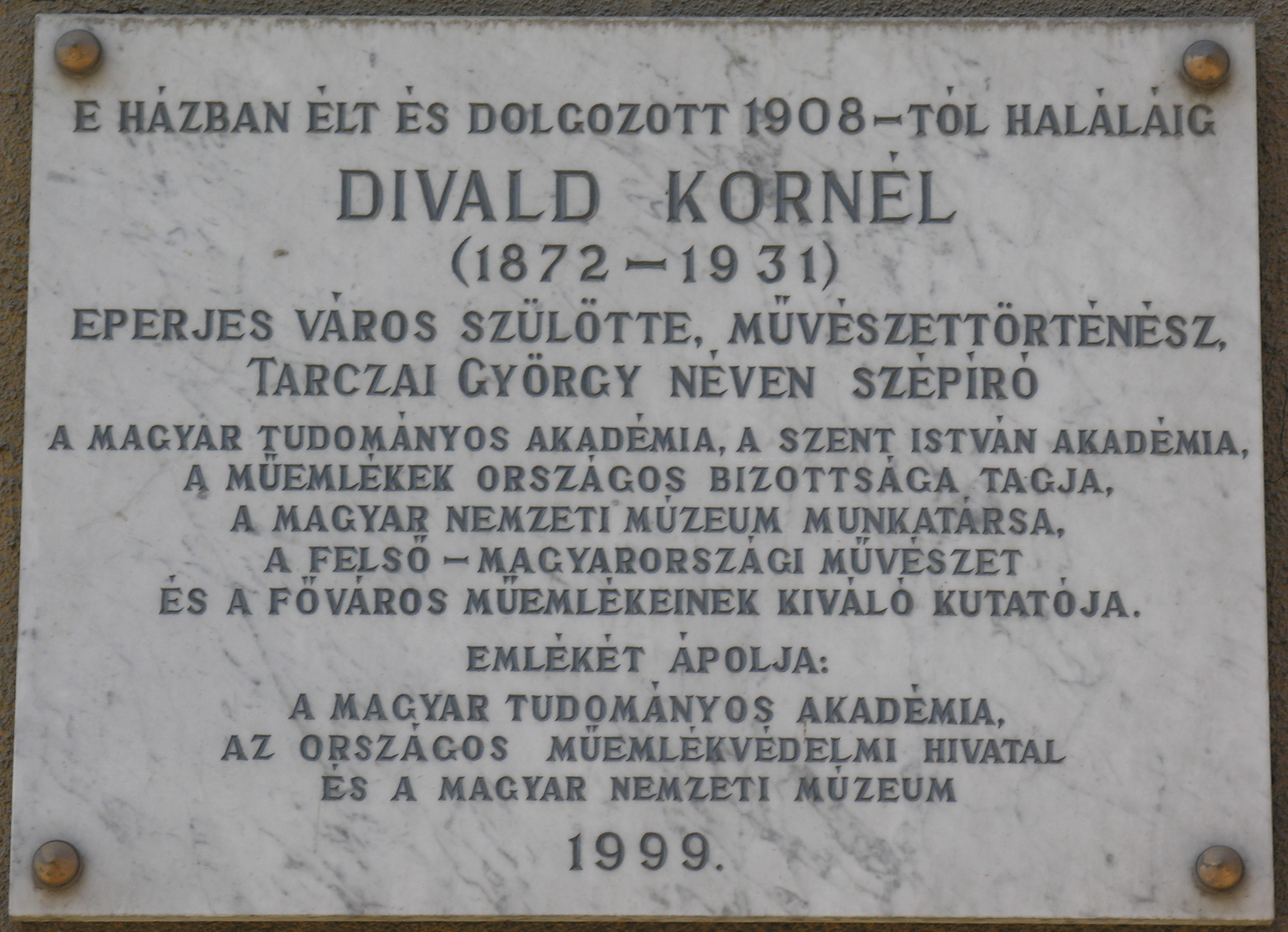
Divald Kornél emléktáblája egykori lakhelyén, a Budafoki út 5-7. szám alatt

### Folyóiratcikkek
Cikkeket, rajzokat, elbeszéléseket írt az Egyetértésbe (1897. 292. Szellemi élet Bocskay és Bethlen udvarában, 298. Emlékezés Tinódira és a lantosok rendjére, 1898. 30. Régi magyar tánczok, 37. Fejedelmi vadászatok Budavár fénykorában, 318. Művészettörténeti felolvasások, 326. A magyar renaissance Párisban, 337. A legelső műtárlat, 1899. 32. Simplicissimus, 97. sz. Régi magyar szobrászok, 187. Aquincumi ujdonságok, 1900. 186. sz. Régi építészetünk remeke: A barátok tornya); az Ország-Világban (1897–98. Rajzok); a Művészetben (1903. A kassai múzeum); írt még a Budapesti Hirlapba, a Pesti Naplóba és a Katholikus Szemlébe is írt cikkeket és elbeszéléseket. A Pallas nagy lexikona utolsó köteteibe művészeti cikkeket írt. Nevezetesebb folyóirat-tanulmányai:
- A bártfai városháza. Művészet 1905/2, 89-97.
- A renaissance építészet Zólyom vármegyében. Művészet 1911/1, 29-35.

### Művészettörténeti művei
- 1. Régi magyar művészek és mesteremberek. Művelődéstörténeti vázlatok. Budapest, 1901 (Iparosok Olvasótára VII. 3. Ism. Iparművészet)
- 2. A sóvári csipke. Budapest, 1904 (különnyomat a Magyar Iparművészetből)
- 3. A felsőmagyarországi renaissance építészet. Budapest, 1900
- 4. A régi Buda és Pest művészete a középkorban. Budapest, 1901
- 5. A sárospataki vár. Budapest, 1902
- 6. Budapest művészete a török hódoltság előtt. Budapest, 1903 (Művészeti Könyvtár)
- 7. Magyar városok művészete. Eperjes templomai. Adatok Rombauer János festőről. Budapest, 1904
- 8. Szepes vármegye művészeti emlékei I–III. Budapest, 1905–1907
- 9. A besztercebányai múzeum kalauza. Budapest, 1909
- 10. Velence művészete a XVI. században. Különlenyomat Berzeviczy Albert »A cinquecento festészete« c. művéből. Budapest, 1909
- 11. Magyarország csúcsíveskori szárnyasoltárai I–II. Budapest, 1909–1911
- 12. Régi ötvösművek Besztercebánya, Körmöcbánya és Selmecbánya ág. hitv. ev. templomaiban. Budapest, 1911
- 13. A héthársi Szent Márton-templom újjáépítése négyszázados évfordulójának ünnepére. Budapest, 1913
- 14. A régi porcellán. Budapest, 1913 (klny. a Magyar Mérnök- és Építész-Egylet Közlönyéből)
- 15. Stósz-tanulmányok. Budapest, é. n. [1914] (klny. a Budapesti Szemléből)
- 16. A Magyar Tudományos Akadémia palotája és gyűjteményei. Budapest, 1917
- 17. A bártfai Szent Egyed-templom. Budapest, 1917 (különnyomat a Budapesti Szemléből)
- 18. Felvidéki séták. Budapest, 1926
- 19. Magyarország művészeti emlékei. Budapest, 1927, angolul is
- 20. Magyar művészettörténet. Budapest, 1927
- 21. A magyar iparművészet története. Budapest, 1929
- 22. Old Hungarian Art. Budapest, 1931
- A "szentek fuvarosa". Divald Kornél felső-magyarországi topográfiája és fényképei, 1900–1919; sajtó alá rend., szerk. Bardoly István, képvál. Cs. Plank Ibolya; OMvH, Budapest, 1999 (Forráskiadványok. Országos Műemlékvédelmi Hivatal)

### Szépirodalmi művei (Tarczai György álnéven)
- 1. Hétszer özvegy és egyéb elbeszélések. Miskolc, 1897 (ism. M. Szemle 1896. 38., Budapesti Hirlap 255. sz.)
- 2. Török világ Budán. Budapest, 1897 (ism. Vasárnapi Ujság 43., Alkotmány 275., M. Kritika 3., M. Szemle 52.)
- 3. Német világ Budán. Elbeszélések. Ferenczi József rajzaival. Budapest, 1898 (ism. M. Állam 7., Alkotmány 29., Pol. Hetiszemle 2., Vasárnapi Ujság 5. sz.)
- 4. Dönk vitéz Rómában. Történeti elbeszélés. Budapest, 1900 (különny. a Kath. Szemléből. M. Könyvtár 184. Ism. M. Szemle 49. sz.)
- 5. Három vándorlegény. Elbeszélés a XVII. századbeli magyar mesteremberek világából. Budapest, 1901 (Munkás Füzetek 12., 13.)
- 6. Budai históriák. Budapest, 1903. Két kötet (Családi Regénytár 28., 29. ism. M. Sion, Kath. Szemle)
- 7. Szent Margit legendás könyve. Budapest, 1903. Udvary Géza rajzaival (ism. M. Állam 292. sz.)
- 8. Masolino. Regény Zsigmond király idejéből. Budapest, 1903 (Családi Regénytár 33., 34.)
- 9. Az eperjesi josliczkárok. Budapest, 1904 (Az Ethnographia Melléklete)
- 10. Félévig úton. Budapest, 1904
- 11. A zengő hegy. Bükkvidéki historiák. Budapest, 1905 (Családi Regénytár 40. Ism. Kath. Szemle)
- 12. Az egetverő hegy. Elbeszélések a Tátra vidékéről. Budapest, 1906 (Családi Regénytár 46. Ism. Kath. Szemle)
- 13. Elbeszélések a céhek világából. Budapest, 1908 (Iparosok Olvasótára)
- 14. Zsigmond király franciái. Budapest, 1911 (Iparosok Olvasótára)
- 15. Apró történetek., Budapest, 1912 (Iparosok Olvasótára)
- 16. Öt novella. Budapest, 1913 (Családi Regénytár)
- 17. Felvidéki históriák. Budapest, 1914
- 18. Magyar legendák. Budapest, 1914 (Bibliotheca vitae. Az élet könyvei)
- 19. A jeruzsálemi özvegy. Budapest, 1916 (Családi Könyvtár)
- 20. Szent Margit legendás könyve. Budapest, 1914
- 21. Vitus mester álma. Budapest, 1918
- 22. Felvidéki históriák. Budapest, é. n. [1910-es évek] (Magyar Könyvtár)
- 23. Mikó solymár. Budapest, 1929

### Egyéb témakörű könyvei
- A nagy rendalapítók. Budapest, é. n. [1918]

## Emlékezete
- Emlékét őrzi Móra Ferenc Kedves öreg árnyak című elbeszélése (megjelent az író Napok, holdak, elmúlt csillagok című kötetében).